# 3655 Eupraksia
3655 Eupraksia (1978 SA3) là một tiểu hành tinh nằm phía ngoài của vành đai chính được phát hiện ngày 16 tháng 9 năm 1978 bởi Zhuravleva, L. ở Nauchnyj.